# Ныряющая горка
Ныряющая горка (ранее известная как Нырятельная машина) — тип стальных американских горок, произведённый компанией Bolliger & Mabillard (далее B&M). На этих горках катающиеся ощущают момент свободного падения с как минимум одним 90-градусным падением. В отличие от других американских горок, где подъёмная горка ведёт вагонетку прямо к первому падению, подъёмная горка ныряющей горки ведёт к плоской секции трека, за которой следует удерживающий тормоз, останавливающий вагонетку перед вертикально падающей секцией, давая время катающимся ужаснуться. После пары секунд, вагонетка падает вниз.
Согласно Волтеру Боллигеру, разработка ныряющих горок между 1994 и 1995 годами началась созданием «Oblivion» в развлекательном парке Alton Towers (Стаффордшир, Англия). Горка открылась 14 марта 1998 года, создав первую в мире ныряющую горку. Вагонетки для этого типа горок относительно коротки, состоя из двух-трёх сегментов. B&M недавно начали использовать вагонетки без пола на этой модели горок чтобы улучшить ощущения. По состоянию на 2012 год, было построено 7 ныряющих горок.

## История
Хотя «Oblivion» классифицирован как ныряющая горка, он не имеет по-настоящему вертикального падения, так как угол падения равен 88,8 градусам. Двумя годами спустя была построена вторая ныряющая горка, «Ныряющая машина G5», открытая в парке развлечений Janfusun Fancyworld (Тайвань), так же не имеет вертикального падения. В 2005, «SheiKra», открытая в развлекательном парке Busch Gardens Tampa Bay (город Тампа, Флорида), была первой ныряющей горкой, имеющей 90-градусный уклон и элемент ныряния в воду, создающий брызги. В 2007 155 гектарный развлекательный центр Busch Gardens Williamsbur (Джеймс сити кантри, Вирджиния) заявил, что «Griffon» будет первой ныряющей горкой, чьи вагонетки не будут иметь пола. На «SheiKra» так же собирались заменить старые вагонетки на беспольные. После «SheiKra» и «Griffon», все ныряющие горки снабжались беспольными вагонетками, 90-градусным спуском и элементом ныряния в воду.

## Дизайн
Дизайн ныряющих горок может немного варьироваться. В зависимости от запросов парка развлечений, на одном ряду вагонетки могут сидеть от 6 до 10 катающихся. Далее, по сравнению со стандартными четырёхрядными сегментами вагонеток B&M из-за лишнего веса каждого сегмента на ныряющей горке, размер трека должен быть длиннее чем у других моделей B&M чтобы выдерживать новый вес вагонеток. На станции, Ныряющие горки, использующие беспольные вагонетки, могут использовать стандартную станцию с двигающимся полом для загрузки/разгрузки пассажиров.

## Установки
B&M построили 9 горок к 2015 году. Горки расположены в порядке возрастания даты открытия.
| Название                  | Развлекательный парк    | Страна         | Открыта         | Статус   |
| ------------------------- | ----------------------- | -------------- | --------------- | -------- |
| Oblivion                  | Альтон Тауерс           | Великобритания | март 14, 1998   | Работает |
| Diving Machine G5         | Дженфусан Фэнсилэнд     | Тайвань        | март 29, 2000   | Работает |
| SheiKra                   | Буш Гарденс Тампа Бэй   | США            | Май 21, 2005    | Работает |
| Griffon                   | Буш Гарденс Виллиамсбур | США            | Май 18, 2007    | Работает |
| Dive Coaster              | Чимелонг Парадис        | Китай          | Январь 21, 2008 | Работает |
| Diving Coaster            | Хеппи Вэли Шанхай       | Китай          | Август 16, 2009 | Работает |
| Krake                     | Хейди Парк Резорт       | Германия       | Апрель 16, 2011 | Работает |
| Oblivion - The Black Hole | Гардаленд               | Италия         | март 28, 2015   | Работает |
| Baron 1898                | Эфтелинг                | Нидерланды     | Май 8, 2015     | Работает |